# Мохамед Хамді (футболіст, 2003)
Мохамед Хамді (араб. محمد حمدى‎, нар. 26 лютого 2003) — єгипетський футболіст, лівий захисник клубу «ЕНППІ Клуб».
Виступав за олімпійську збірну Єгипту.

## Клубна кар'єра
Народився 26 лютого 2003 року. Вихованець футбольної школи клубу «ЕНППІ Клуб». Дорослу футбольну кар'єру розпочав 2022 року в основній команді того ж клубу.

## Виступи за збірні
З 2023 року залучається до складу молодіжної збірної Єгипту. На молодіжному рівні зіграв у 3 офіційних матчах.
2024 року включений до заявки олімпійської збірної Єгипту для участі у футбольному турнірі на Олімпійських іграх у Парижі.

## Статистика виступів

### Статистика клубних виступів
Станом на 24 липня 2024
| Сезон             | Команда           | Чемпіонат         | Чемпіонат | Чемпіонат | Національний кубок | Національний кубок | Національний кубок | Континентальні кубки | Континентальні кубки | Континентальні кубки | Інші змагання | Інші змагання | Інші змагання | Усього | Усього | Усього |
| Сезон             | Команда           | Ліга              | Ігор      | Голів     | Ліга               | Ігор               | Голів              | Ліга                 | Ігор                 | Голів                | Ліга          | Ігор          | Голів         | Ігор   | Голів  |        |
| ----------------- | ----------------- | ----------------- | --------- | --------- | ------------------ | ------------------ | ------------------ | -------------------- | -------------------- | -------------------- | ------------- | ------------- | ------------- | ------ | ------ | ------ |
| січ.-черв. 2023   | «ЕНППІ Клуб»      | 1Л                | 27        | 0         | КЄ                 | 2                  | 0                  |                      | -                    | -                    |               | -             | -             | 29     | 0      |        |
| 2023-січ. 2024    | «ЕНППІ Клуб»      | 1Л                | 27        | 2         | КЄ                 | 0                  | 0                  |                      | -                    | -                    |               | -             | -             | 27     | 2      |        |
| Усього за кар'єру | Усього за кар'єру | Усього за кар'єру | 54        | 2         |                    | 2                  | 0                  |                      | -                    | -                    |               | -             | -             | 54     | 2      |        |